# 氣候融資

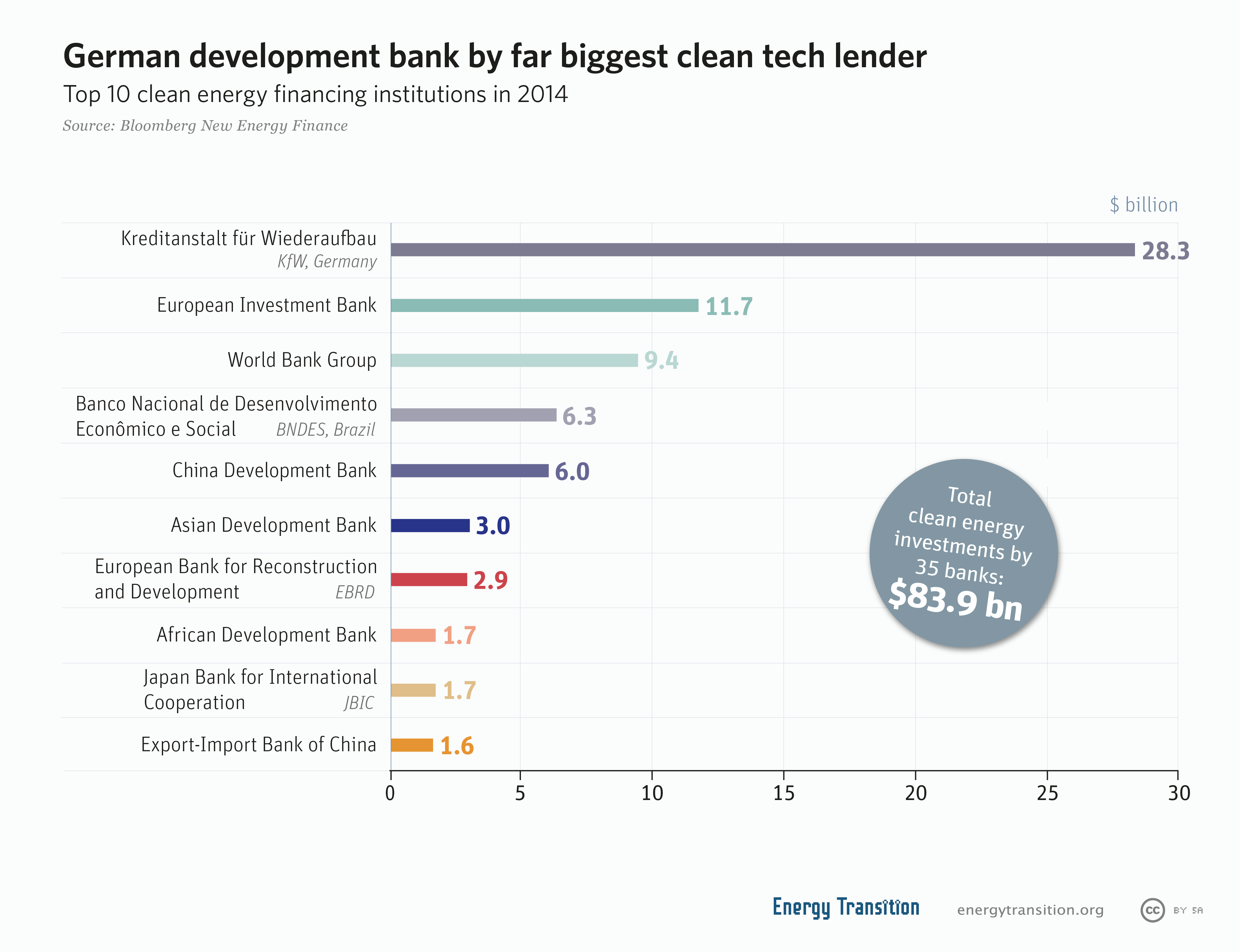
全球10大清潔能源融資機構（2014年）。

根據《聯合國氣候變遷綱要公約》(UNFCCC)常設金融委員會（Standing Committee on Finance）的定義，所謂氣候融資（英語：Climate finance）是“目的在減少溫室氣體排放以及加強其截存的相關融資，以達成降低人類和生態系統受氣候變化的負面影響而產生的脆弱性，而同時能維持和提高其恢復能力”。此名詞在狹義上指的是已開發國家根據UNFCCC，有提供“新和額外的財政資源”的義務，把公共資源轉移給開發中國家運用。而在更廣泛的定義上，指的是所有導向氣候變化緩解|和氣候變化調適活動的提供財政資源流程。
UNFCCC締約方大會 (COP) 第21屆會議（於2015年在巴黎舉行）開創出與氣候相關的融資、政策和市場的新紀元。當時通過的《巴黎協定》定下一項全球行動計劃，將全球氣溫升高限制在第一次工業革命前平均氣溫2°C以下的範圍內，避免走上具有危險性的氣候變化道路。巴黎協定內包括由國家、區域和國際實體為緩解和調適氣候變化的項目及計劃，而提供融資。融資對象包括特定的氣候支持機構，和對緩解和調適活動的財政援助，透過建立能力、研發和經濟發展來刺激，和達成，邁向低碳、具有氣候韌性的增長和發展。

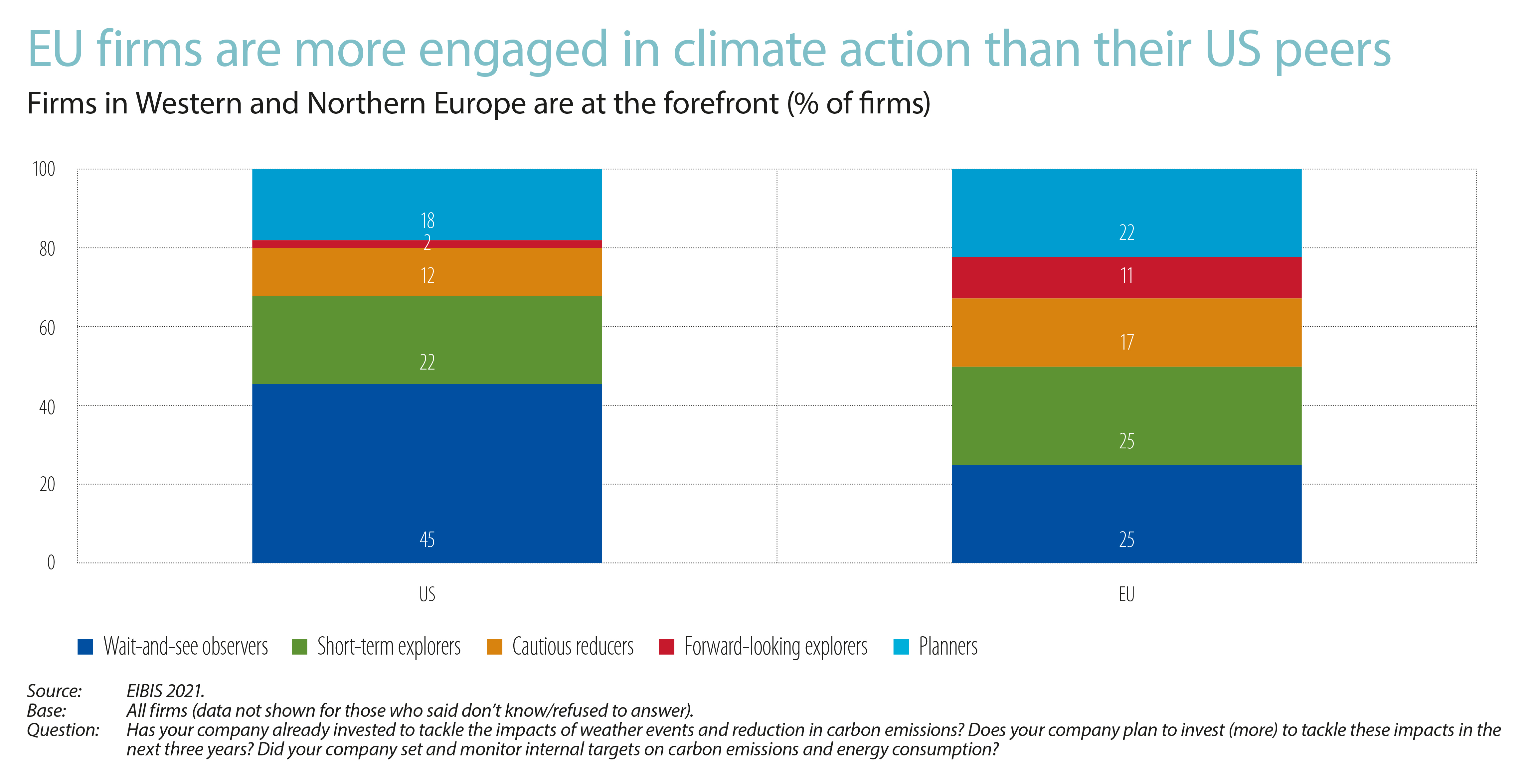
此份在2021年所做的調查，發現在歐盟比在美國有較多的企業願意為應對氣候變化而投資。

截至2020年11月，所有開發銀行和私人融資公司尚未達到巴黎協定中設定，在當年投資1,000億美元的目標。但已有450家開發銀行在面對[[嚴重特殊傳染性肺炎疫情對經濟的影響|COVID-19大流行對經濟的影響}}時，承諾將資助開發中國家在疫情過後進行“綠色復甦”的工作。
在COVID-19大流行期間，仍有43%的歐盟企業針對氣候變化問題予以處理。雖然這次大流行對歐盟企業產生影響，但進行氣候相關投資的企業比例仍上升至47%，高於2020年的41%。歐洲在這10年中的氣候投資確有增長。然而歐盟在“2030年前降低55%溫室氣體排放”的各項計畫每年仍有3,560億歐元的差額。美國公司從2020年起已增強為應對氣候變化而創新的意願，而歐洲公司則是有所降低。 截至2022年，在氣候方面做投資的歐洲企業數目已增長10%，平均達到53%。此情況在中歐和東歐尤為明顯，平均增加15%，而當地中小企業（SMEs）參與氣候投資家數的增幅為11%。 

## 氣候融資資金流程

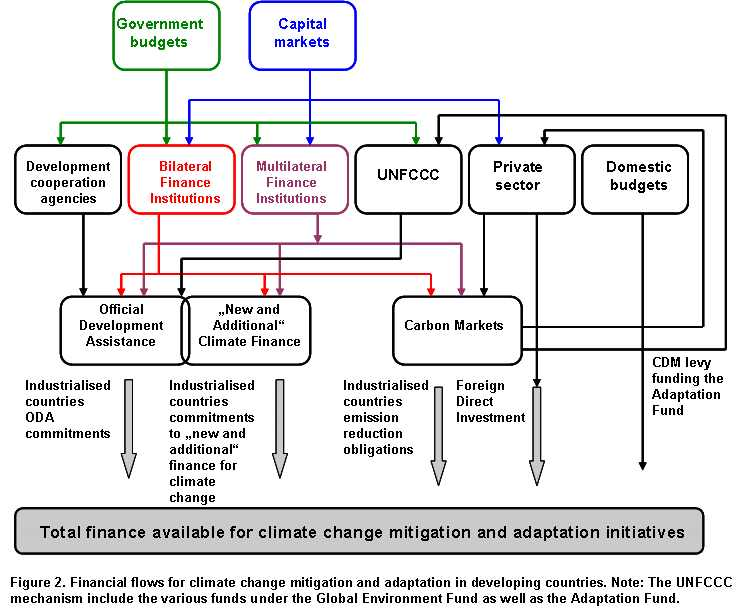
開發中國家的氣候融資資金流程。

目前有多項做法以監測和跟踪國際氣候資金的流程。非營利性研究組織Climate Policy Initiative的分析師從2011年起，每年都會跟踪不同來源的公共和私營部門的氣候融資流程。分析師在2019年的估計是一年的氣候融資已達到6,000億美元以上。Climate Policy Initiative的工作成果已納入UNFCCC兩年一度的評估和氣候資金流程概覽（Assessment and Overview of Climate Finance Flows） 以及IPCC第五次評估報告中的相關章節。這項研究和其他研究均表示需要更有效監測氣候資金的流程。 特別是它們建議各機構把數據報告同步化、報告數據方式維持一致以及提供有關項目和計劃隨時間演進而變動的詳細信息，以取得更好的效果。
在氣候資金缺口（即投資不足）方面的估計，會因地域、部門和活動、時間尺度和階段、目標和基本假設而有差異。由國際復興開發銀行或是世界銀行在2010年發表的《世界發展報告》，初步估計在未來20年，開發中國家在緩解和調適活動中，每年需要1,400至1,750億美元的經費，在2010-2050年期間，每年需要2,650-5,650億美元用於緩解工作，和300-1,000億美元用於調適工作。
國際能源署在2011年出版的世界能源展望 (WEO) 中的估計，為滿足到2035年不斷增長的能源需求，預計將有16.9兆美元用於新能源發電，其中可再生能源 (RE) 佔總投資的60%。到2030年，預計要滿足能源需求而投入的資金平均每年達1.1兆美元，此類資金幾乎於大型新興經濟體（中國、印度、巴西等）和其餘開發中國家之間平均分佈。據信在未來15年內，世界將需要投入約90兆美元於興建新基礎設施，其中大部分花在開發中國家和中等收入國家。國際能源署估計如要在本世紀末把全球氣溫上升限制在2°C以下，則須在2050年之前平均每年投入3.5兆美元於能源部門。
[[File:Green_firms_lead_investment.png|thumb|351x351px|歐洲投資銀行於2020年所做的投資調查中，發現有活躍氣候政策的公司，會在能源效率上做更多的投資。[ ]]

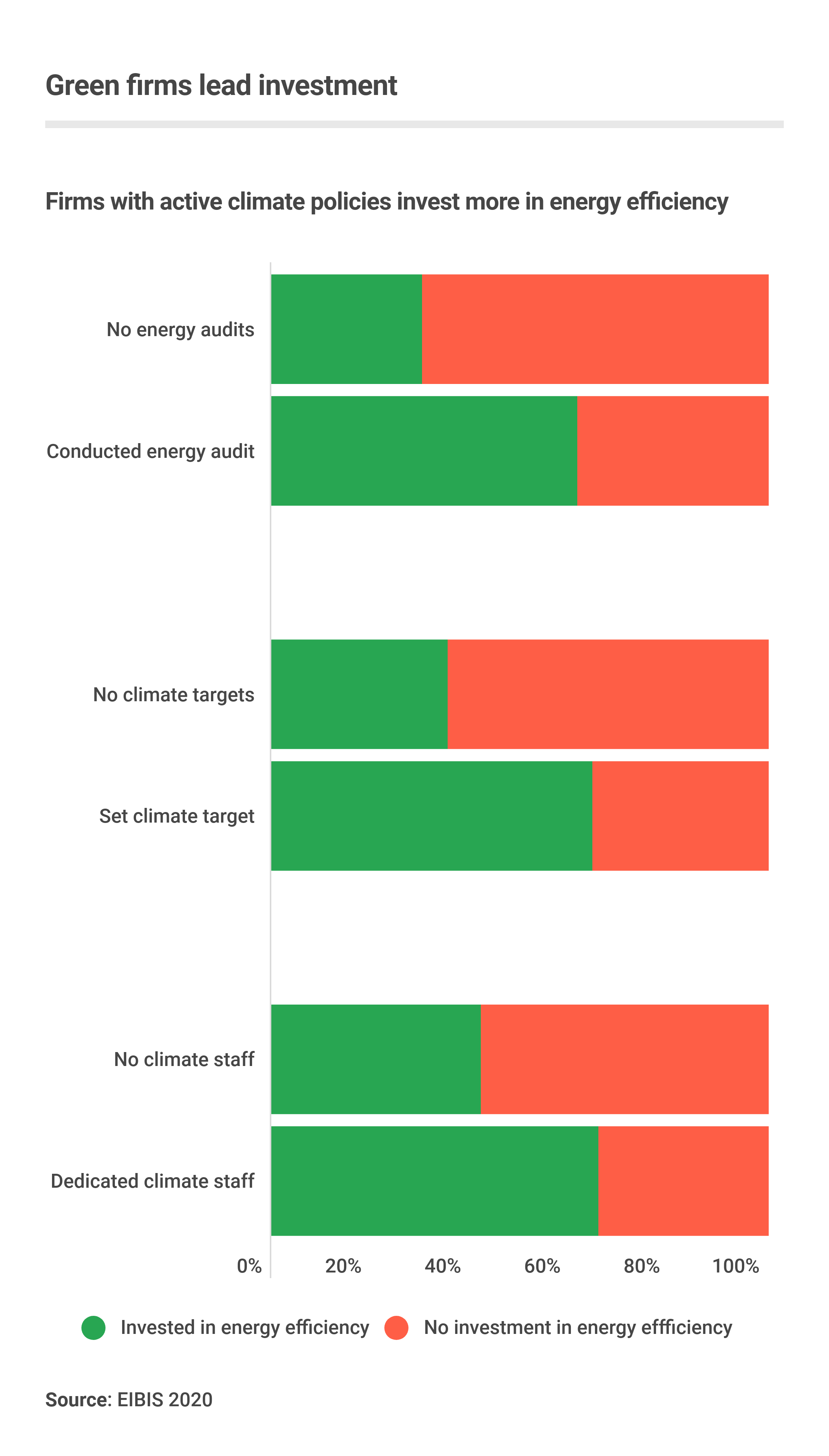
歐洲投資銀行於2020年所做的投資調查中，發現有活躍氣候政策的公司，會在能源效率上做更多的投資。[

據估計與氣候相關研究而投入的資金中，只有0.12%是用於與緩解氣候變化相關的社會科學之上。更大量的資金是用於與氣候變化相關的自然科學研究，並且有大量資金用於研究氣候變化的影響和調適。有人認為此情況是種不當資源分配，因為目前最急迫的事項是釐清如何改變人類行為，以緩解氣候變化，而對氣候變化的自然科學已很成熟，反而是還需幾十年和幾個世紀來處理調適的事。

## 多邊氣候融資
多邊氣候基金（即由多個國家政府共同管理的基金）對於提供氣候融資資金有重要作用。全球規模最大的多邊氣候基金是氣候投資基金 (CIF)、綠色氣候基金 (GCF)、調適基金 (AF) 和全球環境基金 (GEF)。四個基金在2016年共批准總數為27.8億美元的項目支持計畫。印度是其中獲得最大支持的國家，其次是烏克蘭和智利。按人均額度金額計算，圖瓦盧排名第一，其次是薩摩亞和多米尼克。美國是這四個基金的最大的捐助國，而就人口規模相對的捐助金額方面，挪威排名第一。 大多數多邊氣候基金會採用種類廣泛的融資工具，如贈款、債務、股權和風險緩解工具（如擔保）。這些工具的目的都是要吸引其他資金來源（無論是來自各國政府、其他捐助者，或是私營部門）。氣候智慧型城市化計劃（Climate-Smart Urbanization Program）是氣候投資基金 (CIF) 所發起的一項支持城市的倡議。氣候投資基金從2008年起就在氣候融資中發揮重要作用。由德國和盧森堡發起，經世界銀行和歐洲投資銀行（EIB）共同創立的城市氣候融資缺口基金（City Climate Finance Gap Fund ）的目標是協助城市建設低碳基礎設施項目，通過在早期規劃和項目準備方面提供技術協助，而達成推動氣候和“綠色”的投資。缺口基金於2019年聯合國氣候行動峰會期間啟動，並於2020年9月開始運作。
綠色氣候基金是目前規模最大的多邊氣候基金，業界人士都很關注這個基金的動向。
全球6大多邊開發銀行 (MDB) 在2017年的氣候融資金額已增至352億美元，創下7年來的新高。根據國際可再生能源機構的數據，全球能源轉型，到2050年可貢獻19兆美元的經濟收益。
歐洲投資銀行自2012年起已提供1,700億歐元的氣候資金，共資助超過6,000億歐元的項目，以減少溫室氣體排放，並幫助人們應對歐洲和世界的氣候變化和生物多樣性喪失。 這家銀行在2022年對氣候變化和環境可持續性項目的資助金額共為365億歐元（佔該銀行提供資金總額的58%），其中170億歐元用於支持歐盟內在可再生能源、提升能源效率、能源儲存及輸電網路項目。此銀行也推出特別融資計畫，以推動歐洲降低對俄羅斯能源依賴的項目。
已開發國家在2009年承諾到2020年，每年共同籌備1,000億美元的氣候融資，以支持開發中國家的減排和氣候變化調適行動。已開發國家聲稱在2020年已籌備和提供的氣候資金達到833億美元。但實際為氣候變化提供的資金僅相當於聲稱的3分之1（210-245億美元）。已開發國家在信守承諾方面仍需加強。

## 私人氣候融資
公共財政歷來都是投資於基礎設施的重要資金來源。但公共預算往往不足以支應更大、更複雜的基礎設施項目，尤其在低收入國家更是如此。配合氣候的投資通常比傳統（例如化石燃料）項目有更高的資金需求，並且還可能會有更高的財務風險，主要是因為這類技術尚未經證實，或是項目的前期成本很高。如果各國要獲得此類規模的資金，就必須將所有資金來源及提供者的要求，可用的不同機制，以及如何將它們結合，全部列入考慮。因此人們越來越會體認到使用私人融資來彌補短缺部分的重要性。
私人投資者根據項目收入的金流，或是低風險的政府償還計畫，而預測有足夠的投資回報，因而願意投資於可持續的城市基礎設施項目。可融資性和良好信譽是吸引私人融資的先決條件。氣候融資的潛在資金來源包括有商業銀行、投資公司、退休基金、保險公司和主權財富基金。這些不同的投資者會有不同的風險回報期望和投資期限，項目能適當與其配合來構建。 .
政府有一系列融資和撥款機制，用於從私人投資者取得資金，包括股權、債務、贈款或緩解風險工具（如擔保）。有些經常為政府使用，而其他則是遇到特殊項目時才會採用。

## 方法和手段

### 債務轉換（轉作氣候緩解及調適用途）
債務轉換（debt-for-climate swaps，或是debt-for-adaption swaps）指的是一國向別國，或是多邊發展銀行的累積借款得到豁免，不必償還，條件是把原來預計用作償付款項經打折之後，用作借款國在氣候緩解與調適的用途。可用作這種債務轉換的氣候緩解項目包括強化碳截存、可再生能源，和生物多樣性以及海洋的保護。
例如阿根廷在2020年由當時的環境與可持續發展部（Argentine Secretary of the Environment and Sustainable Development）部長Romina Picolotti與債權國和機構達成的債務轉換。涉及的債務價值為38,100,000美元，打折轉換為3,100,000美元氣候債務 ，用於保護阿根廷的生物多樣性、森林和其他氣候緩解活動。非洲以東，位於印度洋中西部的群島國家塞席爾與美國環保慈善組織大自然保護協會合作，也進行過類似的債務轉換（作自然保護用途），有2,700萬美元的債務被轉用於建立海洋公園、海洋保護和生態旅遊活動。

## 融資目標
氣候融資用於提供必要的財務支持以應對氣候變化的不利影響，把政府干預與私營部門間加以聯繫，以開發出新的氣候解決方案。方案中還包括用於淨化污染物、提高能源效率和興建基礎設施的項目。
美國總統喬·拜登頒布的行政命令，主要目的是“鼓勵一致、透明、易於理解、有比較性和準確披露與氣候相關的金融風險，包括實體風險和轉型風險。”他認為，針對這種風險而採取行動，與解決如此不成比例的貧困人口（尤其是有色人種）所受氣候變化的影響是同樣重要。美國證券交易委員會（SEC）於2021年3月就其應採取的行動徵求公眾回饋，以確保上市公司對其氣候風險和後果能誠實面對。

## 氣候變化的經濟成本
氣溫升高：

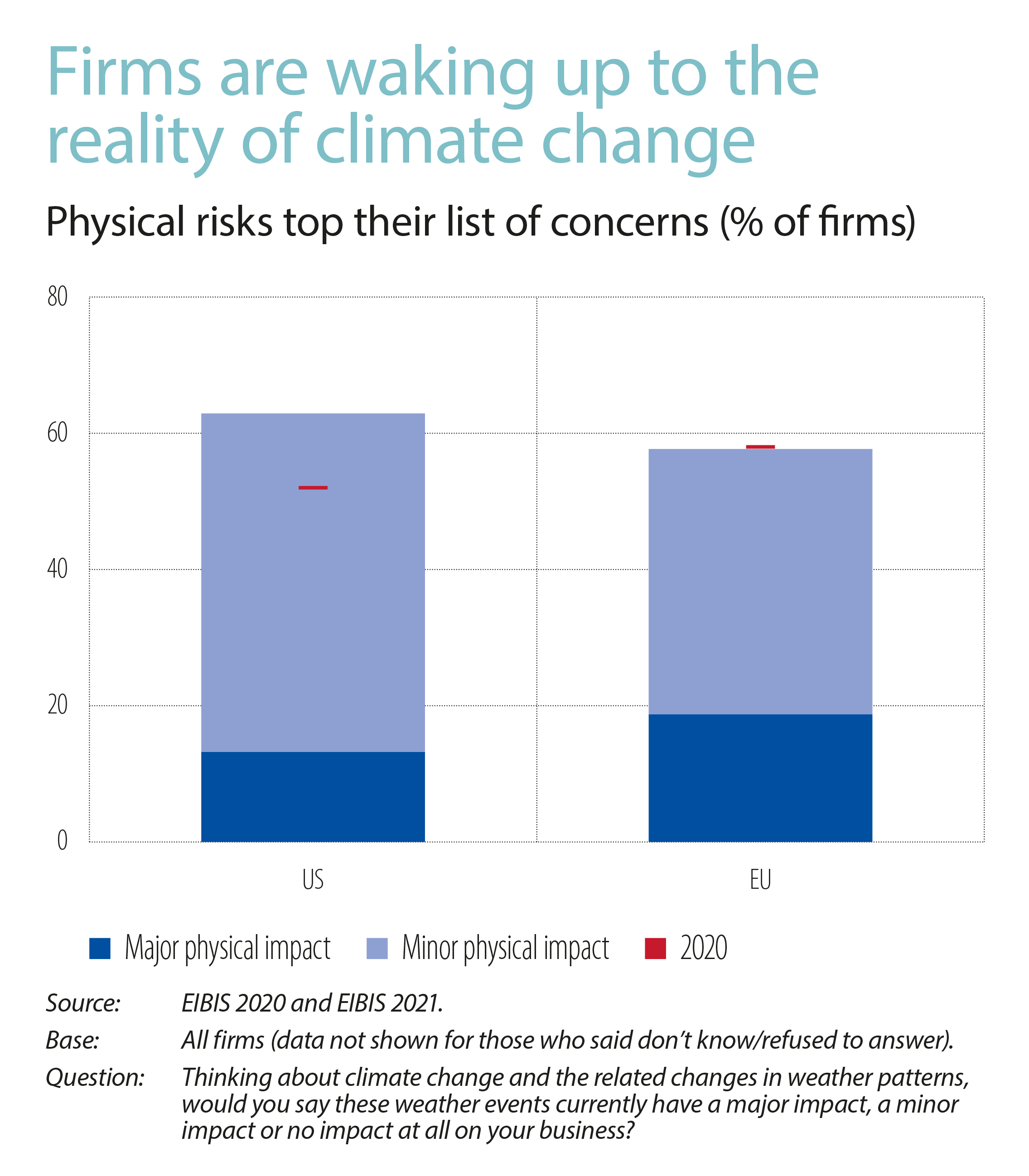
氣候變化導致的實體風險是美國與歐盟公司投資時首要的顧慮因素。

專家推測，如果全球氣溫上升3.2°C，世界GDP的減少幅度會高達18%。如果《巴黎協定》中設定的目標得以實現（全球氣溫升高不足2°C），這一降幅可控制在4%。 
海平面上升：
此種現象將導致沿海地區發生更頻繁及更嚴重的洪水，並會造成數兆美元的損失，且會威脅到沿海地區無數人的性命。
自然災害：
其中包括地震、森林火災、土石流、乾旱和其他自然災害。同類災害在過去5年中已讓世界損失6,403億美元。
一些金融業監管機構已開始在這方面採取措施。 美國商品期貨交易委員會在2020年9月成為美國首個明確警告氣溫上升會危及美國金融穩定的監管機構。
住在美國路易斯安那州德讓·查爾斯島上的居民，其中許多是比洛克西-奇蒂馬查-喬克托部落（Biloxi-Chitimacha-Choctaw tribe）的美洲原住民，他們在過去十年中已被公認為是該國的首批氣候難民。在世界其他地區，有些島國的整體居民都被迫撤離，因為他們的家園被不斷上升的海平面吞噬。.

## 對可再生和綠色替代能源資助
有估計世界每年需要1,000億美元來資助氣候投資。但大多數國家均缺乏財源，而需較富裕的國家貢獻其中大部分。此外，重要的是也該注意由氣候變化事件造成的損失可能會超過進行可持續工作所需的金額。
一項在2023年做的統合分析，結果發現歐盟內部“到2035年，轉往與氣候相關基礎設施所需的技術方面投資”，在“發電廠、輸電網路和鐵路運輸基礎設施將最為劇烈”，超過近期（2021-25年）預算的部分約高達870億歐元，同時也需採用可持續金融政策。

## 財政激勵
所謂碳稅是政府設定的價格，由公司和消費者為其排放的每噸溫室氣體繳納。碳稅有兩種，包括排放稅和商品稅。另一種概念是排放權交易系統 (ETS)，為排放設定市場價格，並為總排放配額設定上限，而允許公司買賣這些配額。降低對石油公司的補貼也是減輕氣候變化影響的重要途徑。補貼有降低化石燃料價格的功能，會間接鼓勵這類燃料的耗用，而增加排放量。 根據國際貨幣基金（IMF）在2021年9月發表的報告，全球2020年對石化燃料的補貼仍高達5.9兆美元，約佔全球國內生產毛額（GDP）的6.8%，這種佔比預計到2025年會上升到7.4%。反過來，有效的燃料訂價可在2025年把溫室氣體排放由基線降低達36%，而且可把全球氣溫升高控制在1.5°C之內，增加全球GDP，並減少0.9百萬因空氣污染而致死的案例。

## 外部連結
- Climate Finance Landscape - Global Landscape of Climate Finance 2019 （页面存档备份，存于）